# وکیل تک (مجموعه تلویزیونی)
وکیل تک (به انگلیسی: Ace Attorney)، که در ژاپن با نام Gyakuten Saiban: Sono "Shinjitsu", Igiari! (ژاپنی: 逆転裁判 ～その「真実」、異議あり！～) شناخته می‌شود، یک مجموعه تلویزیونی انیمه است که توسط ای-۱ پیکچرز تولید شده و بر اساس مجموعه بازی‌های ویدیویی کپ‌کام به نام وکیل تک ساخته شده‌است. کارگردانی را Ayumu Watanabe و نویسندگی Atsuhiro Tomioka بر عهده دارد، Shu Takumi، خالق مجموعه وکیل تک، به عنوان ناظر فیلمنامه مشارکت داشت. فصل اول داستان بازی Phoenix Wright: Ace Attorney and Justice for All را اقتباس می‌کند و از آوریل تا سپتامبر ۲۰۱۶ در ژاپن پخش شد. فصل دوم با اقتباس از داستان بازی سوم، Trials and Tribulations، از اکتبر ۲۰۱۸ تا مارس ۲۰۱۹ پخش شد.